# Марко Лугоња
Марко Лугоња (Купрес, 25. фебруар 1951) је генерал-потпуковник Војске Републике Српске.

## Биографија
Рођен је у селу Горње Вуковско, општина Купрес, од оца Милоша и мајке Славке, ожењен је и има двоје дјеце. По националности је Србин.

## Школовање
Завршио је основну школу у Жабљу 1966; гимназију у Бечеју 1970; Војну академију Копнене војске - смјер пјешадија 1974. у Београду и Сарајеву; школу за усавршавање официра безбједности 1981. у Панчеву; Командно-штабну школу тактике Копнене војске у Београду 1986. и школу националне одбране у Београду.

## Војна каријера
Произведен је у чин потпоручника пјешадије 1974, а унапријеђен у чин поручника 1975, капетана - пријевремено 1978, капетана прве класе 1982, мајора 1986, потпуковника 1990, пуковника - ванредно 1992, генерал-мајора (28. октобра 1988.) и генерал-потпуковника (8. јануара 2001).
Службовао је у гарнизонима : Загреб, Вараждин, Сисак, Петриња, Бихаћ, Сарајево, Требиње, Београд, Бијељина и Бања Лука.
Учествовао је у рату од 17. августа 1990. до 14. децембра 1995. на дужностима : помоћник начелника Одјељења безбједности Тактичке групе "Слуњ"; замјеник начелника Одјељења безбједности у Команди 10. корпуса и начелник Одјељења за обавјештајно-безбједносне послове Сарајевско-романијског корпуса.
Пензионисан је 7. марта 2002. године.

## Суђење
Апелациони суд у Београду осудио је Марка Лугоњу на условну казну затвора од шест мјесеци. Суд је утврдио да је извршио кривично дјело помоћ учиниоцу послије извршеног кривичног дјела. Лугоња је осуђен јер је у току септембра 2002. године у Београду крио Младића у свом стану и осигуравао му намирнице као и друге ствари потребне за живот. Једини је који је током процеса признао да је скривао Ратка Младића у свом стану.

## Одликовања
- Орден за војне заслуге са сребрним мачевима (1977)
- Орден народне армије са сребрном звездом (1981)
- Орден за војне заслуге са златним мачевима (1985)
- Орден Карађорђеве звијезде другог реда (1993)
- Орден Његоша првог реда (1999)